# Bakeridesia pittieri
Bakeridesia pittieri là một loài thực vật có hoa trong họ Cẩm quỳ. Loài này được (Donn.Sm.) D.M.Bates mô tả khoa học đầu tiên năm 1973.